# Gojeb Wenz
Gojeb Wenz är ett vattendrag i Etiopien.   Det ligger i regionen Southern Nations, i den centrala delen av landet, 240 km sydväst om huvudstaden Addis Abeba.